# Arent Arentsz

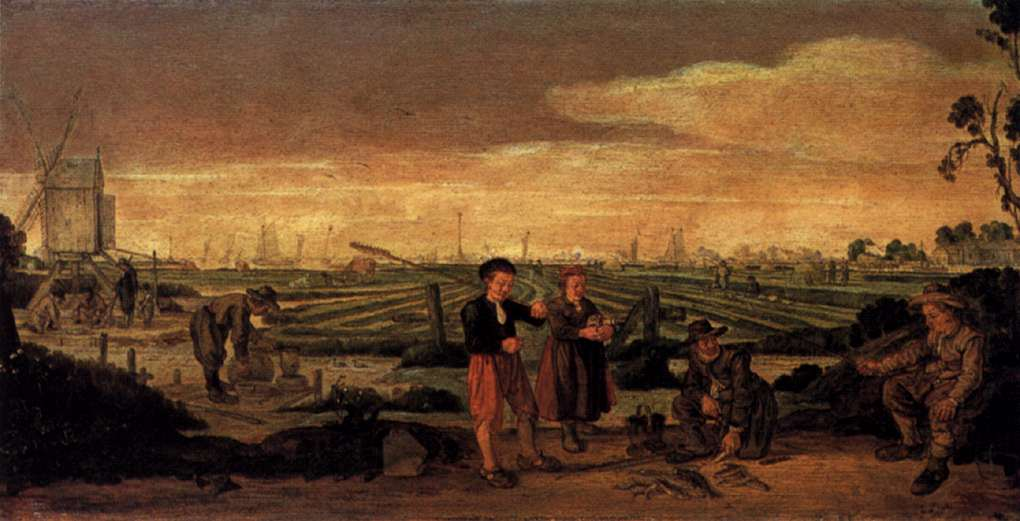
Arent Arentsz, Vissers en boeren, Rijksmuseum Amsterdam, 1625-1631

Arent Arentsz, Portret van een familie, Hallwyl Museum

Arent Arentsz, bijgenaamd Cabel naar de naam van zijn huis aan de Prinsengracht (Amsterdam, 1585 of 1586 – aldaar, begr. 18 augustus 1631) was een Nederlands kunstschilder. Hij was een zoon van de schilder Aert Pietersz en een kleinzoon van Pieter Aertsen.
Arentsz schilderde voornamelijk taferelen van wijd uitgestrekte rivier- en oevergezichten en zomerse en winterse landschappen, meestal op kleine en brede panelen. De figuren, vaak vissers, visverkopers en jagers, zijn veelal geheel op de voorgrond geplaatst tegen een centraal geplaatste horizon. Hij was een volgeling van de vermaarde 'winterschilder' Hendrick Avercamp. Cabel is een van de eersten die gezichten op Amsterdam heeft geschilderd.